# Liste des films produits par Gaumont sortis en salles
Cette liste regroupe l'ensemble des films que la société cinématographique française Gaumont a produit depuis sa création en 1895 et qui sont sortis en salles.

## Années 1890
- 1896 : La Fée aux choux d'Alice Guy
- 1897 : Baignade dans un torrent d'Alice Guy
- 1897 : Danse serpentine par Mme Bob Walter d'Alice Guy
- 1897 : Le Pêcheur dans le torrent d'Alice Guy
- 1898 : L'Aveugle fin de siècle d'Alice Guy
- 1898 : Les Cambrioleurs d'Alice Guy
- 1898 : Chez le magnétiseur d'Alice Guy
- 1898 : Scène d'escamotage d'Alice Guy
- 1898 : Surprise d'une maison au petit jour d'Alice Guy
- 1899 : Au cabaret d'Alice Guy
- 1899 : La Bonne Absinthe d'Alice Guy

## Années 1900
- 1908 : Fantasmagorie d'Émile Cohl
- 1908 : Le Cauchemar de Fantoche d'Émile Cohl
- 1908 : Un drame chez les fantoches d'Émile Cohl
- 1909 : La Fée des grèves de Louis Feuillade

## Années 1910
- 1910 : La Voix du père de Louis Feuillade
- 1910 : La Police en l'an 2000
- 1911 : Le Voyage de l'oncle Jules de Jean Durand
- 1911 : Les Yeux clos de Louis Feuillade
- 1912 : Voisins et Voisines de Louis Feuillade
- 1912 : Les Yeux qui meurent de Louis Feuillade
- 1912 : Zigoto en pleine lune de miel de Jean Durand
- 1912 : Zigoto et la Blanchisseuse de Jean Durand
- 1912 : Zigoto plombier d'occasion de Jean Durand
- 1912 : Zigoto promène ses amis de Jean Durand
- 1913 : Juve contre Fantômas de Louis Feuillade
- 1913 : La Voix qui accuse de Henri Fescourt
- 1914 : Ces demoiselles Perrotin de Léon Poirier
- 1914 : Les Fiancées de 1914 de Louis Feuillade
- 1914 : Le Vœu d'Onésime de Jean Durand
- 1914 : La Voix de la patrie de Léonce Perret
- 1914 : Le Faux Magistrat de Louis Feuillade
- 1915 : Le Nid de Léon Poirier
- 1915 : Les Vampires de Louis Feuillade
- 1915 : Une page de gloire de Léonce Perret
- 1916 : Debout les morts ! de Léonce Perret, André Heuzé et Henri Pouctal
- 1916 : L'X noir de Léonce Perret
- 1916 : Judex de Louis Feuillade
- 1917 : Le Ravin sans fond de Raymond Bernard et Jacques Feyder
- 1918 : Le Traitement du hoquet de Raymond Bernard
- 1918 : La Faute d'orthographe de Jacques Feyder
- 1918 : Le Gentilhomme commerçant de Raymond Bernard
- 1919 : Vendémiaire de Louis Feuillade
- 1919 : Rose-France de Marcel L'Herbier
- 1919 : Le Bercail de Marcel L'Herbier
- 1919 : Âmes d'Orient de Léon Poirier

## Années 1920
- 1920 : Barrabas de Louis Feuillade
- 1920 : Le Carnaval des vérités de Marcel L'Herbier
- 1920 : L'Homme du large de Marcel L'Herbier
- 1920 : Narayana de Léon Poirier
- 1920 : Le Penseur de Léon Poirier
- 1921 : Le Coffret de jade de Léon Poirier
- 1921 : El Dorado de Marcel L'Herbier
- 1921 : L'Ombre déchirée de Léon Poirier
- 1921 : Prométhée... banquier de Marcel L'Herbier
- 1921 : Les Trois Lys de Henri Desfontaines
- 1921 : Villa Destin de Marcel L'Herbier
- 1922 : Don Juan et Faust de Marcel L'Herbier
- 1922 : L'Île sans nom de René Plaissetty
- 1922 : Jocelyn de Léon Poirier
- 1922 : Son Altesse de Henri Desfontaines
- 1923 : L'Affaire du courrier de Lyon de Léon Poirier
- 1923 : Château historique de Henri Desfontaines
- 1923 : L'Espionne de Henri Desfontaines
- 1923 : Geneviève de Léon Poirier
- 1923 : Par-dessus le mur de Pierre Colombier
- 1923 : Soirée mondaine de Pierre Colombier
- 1924 : La Gosseline de Louis Feuillade
- 1925 : Le Roi de la pédale de Maurice Champreux
- 1925 : Salammbô de Pierre Marodon
- 1926 : La Croisière noire de Léon Poirier
- 1926 : Le Faiseur de statuettes de René Plaissetty
- 1928 : Un chapeau de paille d'Italie de René Clair
- 1928 : Madame Récamier de Gaston Ravel
- 1928 : La Tour de René Clair
- 1929 : Le Collier de la reine de Gaston Ravel et Tony Lekain
- 1929 : Figaro de Gaston Ravel

## Années 1930
- 1930 : Quand nous étions deux de Léonce Perret
- 1930 : Romance à l'inconnue de René Barberis
- 1930 : Roumanie, terre d'amour de Camille de Morlhon
- 1931 : La Bande à Bouboule de Léon Mathot
- 1931 : Deux fois vingt ans de Charles-Félix Tavano
- 1931 : Hardi les gars ! de Maurice Champreux
- 1931 : Vacances de Robert Boudrioz

## Années 1940
- 1945 : Le Cavalier noir de Gilles Grangier
- 1946 : Les Gueux au paradis de René Le Hénaff
- 1947 : Antoine et Antoinette de Jacques Becker
- 1948 : Croisière pour l'inconnu de Pierre Montazel

## Années 1950
- 1950 : L'Invité du mardi de Jacques Deval
- 1951 : La Poison de Sacha Guitry
- 1951 : La Vie chantée de Noël-Noël
- 1954 : Escalier de service de Carlo Rim
- 1956 : Un condamné à mort s'est échappé de Robert Bresson
- 1957 : Assassins et Voleurs de Sacha Guitry
- 1957 : Les trois font la paire de Sacha Guitry et Clément Duhour
- 1958 : Et ta sœur de Maurice Delbez

## Années 1960
- 1961 : La Menace de Gérard Oury
- 1962 : Arsène Lupin contre Arsène Lupin d'Édouard Molinaro
- 1964 : Fantômas d'André Hunebelle
- 1965 : Fantômas se déchaîne d'André Hunebelle
- 1967 : Fantômas contre Scotland Yard d'André Hunebelle
- 1969 : Hibernatus d'Édouard Molinaro

## Années 1970
- 1972 : Le Grand Blond avec une chaussure noire d'Yves Robert
- 1974 : La Gifle de Claude Pinoteau
- 1975 : Maîtresse de Barbet Schroeder
- 1976 : Dracula père et fils d'Édouard Molinaro
- 1976 : Ici et ailleurs d'Anne-Marie Miéville et Jean-Luc Godard
- 1976 : La Marquise d'O... d'Éric Rohmer
- 1977 : Des enfants gâtés de Bertrand Tavernier
- 1977 : Gloria de Claude Autant-Lara
- 1977 : Repérages de Michel Soutter
- 1978 : L'Amant de poche de Bernard Queysanne
- 1978 : L'État sauvage de Francis Girod
- 1978 : Judith Therpauve de Patrice Chéreau
- 1978 : Ne pleure pas de Jacques Ertaud
- 1978 : Un papillon sur l'épaule de Jacques Deray
- 1978 : Perceval le Gallois d'Éric Rohmer
- 1978 : Mon premier amour d'Élie Chouraqui
- 1978 : Le Sucre de Jacques Rouffio
- 1979 : Coup de tête de Jean-Jacques Annaud
- 1979 : Don Giovanni de Joseph Losey
- 1979 : Femme entre chien et loup d'André Delvaux
- 1979 : Messidor d'Alain Tanner
- 1979 : Nosferatu, fantôme de la nuit de Werner Herzog
- 1979 : Oublier Venise de Franco Brusati
- 1979 : Le Pull-over rouge de Michel Drach
- 1979 : Série noire d'Alain Corneau
- 1979 : Les Sœurs Brontë d'André Téchiné

## Années 1980
- 1980 : La Banquière de Francis Girod
- 1980 : La Boum de Claude Pinoteau
- 1980 : La Cité des femmes de Federico Fellini
- 1980 : Le Coup du parapluie de Gérard Oury
- 1980 : Deux Lions au soleil de Claude Faraldo
- 1980 : Eugenio de Luigi Comencini
- 1980 : La Femme enfant de Raphaële Billetdoux
- 1980 : Les Héritières de Márta Mészáros
- 1980 : Loulou de Maurice Pialat
- 1980 : Le Voyage en douce de Michel Deville
- 1981 : L'Amour trop fort de Daniel Duval
- 1981 : Cargo de Serge Dubor
- 1981 : La Dame aux camélias de Mauro Bolognini
- 1981 : La Fille prodigue de Jacques Doillon
- 1981 : Eaux profondes de Michel Deville
- 1981 : Le Marquis s'amuse de Mario Monicelli
- 1981 : Une mère, une fille (Anna) de Márta Mészáros
- 1981 : La Peau de Liliana Cavani
- 1981 : Plein sud de Luc Béraud
- 1981 : Possession de Andrzej Żuławski
- 1981 : La Provinciale de Claude Goretta
- 1981 : Trois Frères de Francesco Rosi
- 1982 : Le Bon Soldat (Il buon soldato) de Franco Brusati
- 1982 : La Boum 2 de Claude Pinoteau
- 1982 : Fanny et Alexandre d'Ingmar Bergman
- 1982 : Guy de Maupassant de Michel Drach
- 1982 : Identification d'une femme de Michelangelo Antonioni
- 1982 : La Montagne magique de Hans W. Geißendörfer
- 1982 : La Nuit de Varennes d'Ettore Scola
- 1982 : Plus beau que moi, tu meurs de Philippe Clair
- 1982 : Querelle de Rainer Werner Fassbinder
- 1982 : Tout feu, tout flamme de Jean-Paul Rappeneau
- 1982 : La Truite de Joseph Losey
- 1982 : Les Yeux, la Bouche de Marco Bellocchio
- 1983 : À nos amours de Maurice Pialat
- 1983 : Balles perdues de Jean-Louis Comolli
- 1983 : Les Dalton en cavale de Morris, W. Hanna, J. Barbera et R. Patterson
- 1983 : Danton d'Andrzej Wajda
- 1983 : Équateur de Serge Gainsbourg
- 1983 : Et vogue le navire… de Federico Fellini
- 1983 : Hanna K. de Costa-Gavras
- 1983 : L'Homme blessé de Patrice Chéreau
- 1983 : Liberty belle de Pascal Kané
- 1983 : Un amour en Allemagne d'Andrzej Wajda
- 1983 : La Lune dans le caniveau de Jean-Jacques Beineix
- 1984 : Un amour de Swann de Volker Schlöndorff
- 1984 : Le Bon Roi Dagobert de Dino Risi
- 1984 : Carmen de Francesco Rosi
- 1984 : Quilombo de Carlos Diegues
- 1984 : Souvenirs, Souvenirs d'Ariel Zeitoun
- 1984 : Le Succès à tout prix de Jerzy Skolimowski
- 1984 : Le Tartuffe de Gérard Depardieu
- 1985 : Je vous salue, Marie de Jean-Luc Godard
- 1985 : Orfeo de Claude Goretta
- 1985 : Péril en la demeure de Michel Deville
- 1985 : Police de Maurice Pialat
- 1985 : Subway de Luc Besson
- 1986 : 37°2 le matin de Jean-Jacques Beineix
- 1986 : Les 1001 Marguerites de Pierre Philippe
- 1986 : Conseil de famille de Costa-Gavras
- 1986 : Je hais les acteurs de Gérard Krawczyk
- 1986 : Kamikaze de Didier Grousset
- 1986 : La Photo de Nikos Papatakis
- 1987 : Soigne ta droite de Jean-Luc Godard
- 1987 : La Vie dissolue de Gérard Floque de Georges Lautner
- 1988 : Camille Claudel de Bruno Nuytten
- 1988 : Le Grand Bleu de Luc Besson
- 1988 : Les Possédés d'Andrzej Wajda
- 1989 : L'Invité surprise de Georges Lautner
- 1989 : Roselyne et les Lions de Jean-Jacques Beineix
- 1989 : Splendor d'Ettore Scola
- 1989 : Un tour de manège de Pierre Pradinas
- 1989 : La Vouivre de Georges Wilson

## Années 1990
- 1990 : Le Château de ma mère d'Yves Robert
- 1990 : La Gloire de mon père d'Yves Robert
- 1990 : Nikita de Luc Besson
- 1990 : Le Voyage du capitaine Fracasse d'Ettore Scola
- 1991 : Allemagne année 90 neuf zéro de Jean-Luc Godard
- 1991 : Atlantis de Luc Besson
- 1991 : La Neige et le Feu de Claude Pinoteau
- 1992 : 1492 : Christophe Colomb de Ridley Scott
- 1992 : À quoi tu penses-tu ? de Didier Kaminka
- 1992 : Le Bal des casse-pieds d'Yves Robert
- 1992 : Céline de Jean-Claude Brisseau
- 1992 : Les Enfants du naufrageur de Jérôme Foulon
- 1992 : IP5 de Jean-Jacques Beineix
- 1992 : Les Mamies d'Annick Lanoë
- 1992 : Promenades d'été de René Féret
- 1993 : Cuisine et Dépendances de Philippe Muyl
- 1993 : Fanfan d'Alexandre Jardin
- 1993 : Le Fils du requin d'Agnès Merlet
- 1993 : Sacré Robin des Bois de Mel Brooks
- 1993 : La Soif de l'or de Gérard Oury
- 1993 : Toxic Affair de Philomène Esposito
- 1993 : Un, deux, trois, soleil de Bertrand Blier
- 1993 : Les Visiteurs de Jean-Marie Poiré
- 1994 : Grosse Fatigue de Michel Blanc
- 1994 : Léon de Luc Besson
- 1994 : Montparnasse-Pondichéry d'Yves Robert
- 1994 : Pourquoi maman est dans mon lit ? de Patrick Malakian
- 1995 : Dracula, mort et heureux de l'être de Mel Brooks
- 1995 : Les Anges gardiens de  Jean-Marie Poiré
- 1995 : Les Truffes de Bernard Nauer
- 1996 : Fantôme avec chauffeur de Gérard Oury
- 1996 : Oui d'Alexandre Jardin
- 1996 : Pourvu que ça dure de Michel Thibaud
- 1996 : Les Victimes de Patrick Grandperret
- 1997 : Amour et Confusions de Patrick Braoudé
- 1997 : Le Cinquième Élément de Luc Besson
- 1997 : Le Déménagement d'Olivier Doran
- 1997 : Héroïnes de Gérard Krawczyk
- 1997 : XXL d'Ariel Zeitoun
- 1998 : Bimboland d'Ariel Zeitoun
- 1998 : Les Couloirs du temps : Les Visiteurs 2 de Jean-Marie Poiré
- 1998 : Le Dîner de cons de Francis Veber
- 1998 : Hanuman de Frédéric Fougea
- 1999 : La Chance de ma vie de Nicolas Cuche
- 1999 : Jeanne d'Arc de Luc Besson

## Années 2000
- 2000 : Épouse-moi de Harriet Marin
- 2000 : Les Rivières pourpres de Mathieu Kassovitz
- 2000 : La Vache et le Président de Philippe Muyl
- 2000 : Vatel de Roland Joffé
- 2001 : J'ai faim !!! de Florence Quentin
- 2001 : Le Placard de Francis Veber
- 2001 : Les Visiteurs en Amérique de Jean-Marie Poiré
- 2002 : Autour de Lucy de Jon Sherman
- 2002 : La Mentale de Manuel Boursinhac
- 2002 : Le Raid de Djamel Bensalah
- 2003 : Fureur de Karim Dridi
- 2003 : Lovely Rita, sainte patronne des cas désespérés de Stéphane Clavier
- 2003 : Mais qui a tué Pamela Rose ? d'Éric Lartigau
- 2003 : Ripoux 3 de Claude Zidi
- 2004 : 36 quai des Orfèvres d'Olivier Marchal
- 2004 : Albert est méchant d'Hervé Palud
- 2004 : L'Enquête corse d'Alain Berberian
- 2004 : Qui perd gagne ! de Laurent Bénégui
- 2005 : L'Amour aux trousses de Philippe de Chauveron
- 2005 : L'Empire des loups de Chris Nahon
- 2005 : Il était une fois dans l'Oued de Djamel Bensalah
- 2005 : Je vous trouve très beau d'Isabelle Mergault
- 2005 : Palais royal ! de Valérie Lemercier
- 2005 : Papa de Maurice Barthélémy
- 2005 : Virgil de Mabrouk El Mechri
- 2006 : La Doublure de Francis Veber
- 2006 : La Faute à Fidel ! de Julie Gavras
- 2006 : Le Lièvre de Vatanen de Marc Rivière
- 2006 : OSS 117 : Le Caire, nid d'espions de Michel Hazanavicius
- 2006 : La Science des rêves de Michel Gondry
- 2006 : Un ticket pour l'espace d'Éric Lartigau
- 2007 : Chrysalis de Julien Leclercq
- 2007 : Darling de Christine Carrière
- 2007 : Enfin veuve d'Isabelle Mergault
- 2007 : Pars vite et reviens tard de Régis Wargnier
- 2007 : Regarde-moi de Audrey Estrougo
- 2007 : Trois Amis de Michel Boujenah
- 2007 : Vent mauvais de Stéphane Allagnon
- 2008 : Bouquet final de Michel Delgado
- 2008 : The Broken de Sean Ellis
- 2008 : Cliente de Josiane Balasko
- 2008 : La Guerre des miss de Patrice Leconte
- 2008 : JCVD de Mabrouk El Mechri
- 2008 : Leur morale... et la nôtre de Florence Quentin
- 2009 : Le Dernier Vol de Karim Dridi
- 2009 : La Loi de Murphy de Christophe Campos
- 2009 : Nous resterons sur Terre de Pierre Barougier et Olivier Bourgeois
- 2009 : OSS 117 : Rio ne répond plus de Michel Hazanavicius
- 2009 : Rock The Boat de Fabien Suarez et André Bessy
- 2009 : Splice de Vincenzo Natali
- 2009 : Vertige de Abel Ferry

## Années 2010
- 2010 : 600 kilos d'or pur d'Éric Besnard
- 2010 : À bout portant de Fred Cavayé
- 2010 : Donnant donnant d'Isabelle Mergault
- 2010 : Gardiens de l'ordre de Nicolas Boukhrief
- 2010 : Last Night de Massy Tadjedin
- 2010 : Les Meilleurs Amis du monde de Julien Rambaldi
- 2010 : La Rafle de Roselyne Bosch
- 2010 : Twelve de Joel Schumacher
- 2011 : Les Aventures de Philibert, capitaine puceau de Sylvain Fusée
- 2011 : La Conquête de Xavier Durringer
- 2011 : Le Fils à Jo de Philippe Guillard
- 2011 : Un Heureux événement de Rémi Bezançon
- 2011 : Intouchables d'Olivier Nakache et Éric Toledano
- 2011 : La Ligne droite de Régis Wargnier
- 2011 : Les Lyonnais d'Olivier Marchal
- 2012 : Camille redouble de Noémie Lvovsky
- 2012 : Comme un chef de Daniel Cohen
- 2012 : Du vent dans mes mollets de Carine Tardieu
- 2012 : Un jour mon père viendra de Martin Valente
- 2012 : Les Kaïra de Franck Gastambide
- 2012 : Mais qui a re-tué Pamela Rose ? de Kad Merad et Olivier Baroux
- 2012 : Paulette de Jérôme Enrico
- 2013 : L'amour est un crime parfait d'Arnaud et Jean-Marie Larrieu
- 2013 : Belle et Sébastien de Nicolas Vanier
- 2013 : En solitaire de Christophe Offenstein
- 2013 : L'Extravagant Voyage du jeune et prodigieux T. S. Spivet de J.-P. Jeunet
- 2013 : Les Gamins d'Anthony Marciano
- 2013 : Les Garçons et Guillaume, à table ! de Guillaume Gallienne
- 2013 : Only God Forgives de Nicolas Winding Refn
- 2013 : Paranoia de Robert Luketic
- 2013 : Paris à tout prix de Reem Kherici
- 2013 : Perfect Mothers d'Anne Fontaine
- 2013 : Pop Redemption de Martin Le Gall
- 2013 : Vive la France de Michaël Youn
- 2014 : À toute épreuve d'Antoine Blossier
- 2014 : Amour sur place ou à emporter d'Amelle Chahbi
- 2014 : Avis de mistral de Rose Bosch
- 2014 : Diplomatie de Volker Schlöndorff
- 2014 : La French de Cédric Jimenez
- 2014 : Gemma Bovery d'Anne Fontaine
- 2014 : Grace de Monaco d'Olivier Dahan
- 2014 : Libre et assoupi de Benjamin Guedj
- 2014 : Mea Culpa de Fred Cavayé
- 2014 : Respire de Mélanie Laurent
- 2014 : Samba d'Éric Toledano et Olivier Nakache
- 2014 : Le Temps des aveux de Régis Wargnier
- 2015 : Arès de Jean-Patrick Benes
- 2015 : Belle et Sébastien : L'aventure continue de Christian Duguay
- 2015 : Cerise de Jérôme Enrico
- 2015 : Connasse, princesse des cœurs de Noémie Saglio et Éloïse Lang
- 2015 : Un début prometteur d'Emma Luchini
- 2015 : Floride de Philippe Le Guay
- 2015 : L'Hermine de Christian Vincent
- 2015 : Nos futurs de Rémi Bezançon
- 2015 : Nous trois ou rien de Kheiron Tabib
- 2015 : On voulait tout casser de Philippe Guillard
- 2015 : La Résistance de l'air de Fred Grivois
- 2015 : Toute première fois de Noémie Saglio et Maxime Govare
- 2015 : La Vie en grand de Mathieu Vadepied
- 2016 : Chocolat de Roschdy Zem
- 2016 : Les Visiteurs : La Révolution de Jean-Marie Poiré
- 2016 : Pattaya de Franck Gastambide
- 2016 : Brice 3 de James Huth
- 2016 : Ballerina d'Éric Summer et Éric Warin
- 2017 : Le Sens de la fête d'Éric Toledano et Olivier Nakache
- 2017 : Un sac de billes de Christian Duguay
- 2017 : Au revoir là-haut d'Albert Dupontel
- 2017 : Patients de Grand Corps Malade et Mehdi Idir
- 2017 : Santa et Cie d'Alain Chabat
- 2018 : Belle et Sébastien 3 : Le Dernier Chapitre de Clovis Cornillac
- 2018 : Tout le monde debout de Franck Dubosc
- 2019 : Le Mystère Henri Pick
- 2019 : Ibiza
- 2019 : La Vie scolaire de Grand Corps Malade et Mehdi Idir
- 2019 : Hors normes d'Éric Toledano et Olivier Nakache

## Années 2020
- 2020 : #Jesuislà d'Éric Lartigau
- 2020 : Aline de Valérie Lemercier
- 2020 : Le Sens de la famille de Jean-Patrick Benes
- 2020 : Tout simplement noir de Jean-Pascal Zadi et John Wax
- 2020 : Adieu les cons d'Albert Dupontel
- 2020 : Papi Sitter de Philippe Guillard
- 2021 : OSS 117 : Alerte rouge en Afrique noire de Nicolas Bedos
- 2021 : Serre moi fort de Mathieu Amalric
- 2021 : Les Fantasmes de Stéphane et David Foenkinos
- 2021 : Les Choses humaines d'Yvan Attal
- 2021 : Mystère de Denis Imbert
- 2021 : Illusions perdues de Xavier Giannoli
- 2021 : Kung Fu Zohra de Mabrouk El Mechri
- 2022 : Le Chêne de Laurent Charbonnier et Michel Seydoux
- 2022 : Les Vedettes de Jonathan Barré
- 2022 : J'adore ce que vous faites de Philippe Guillard
- 2022 : Rumba la vie de Franck Dubosc
- 2022 : Belle et Sébastien : Nouvelle Génération de Pierre Coré
- 2022 : Couleurs de l’incendie de Clovis Cornillac
- 2022 : Fumer fait tousser de Quentin Dupieux
- 2022 : Neneh Superstar de Ramzi Ben Sliman
- 2023 : La Passion de Dodin Bouffant de Trần Anh Hùng
- 2023 : Une année difficile d'Éric Toledano et Olivier Nakache
- 2025 : La Mission de l'espace de Jean-Pascal Zadi
- 2025 : Le Mage du Kremlin (The Wizard of the Kremlin) d'Olivier Assayas